# Korea Cup
Das Korea Cup International Football Tournament (koreanisch: 코리아 컵 국제 축구 대회) war ein internationales Fußballturnier, das von 1971 bis 1999 jährlich bis zweijährlich in Südkorea stattfand. Es konnten sowohl Nationalmannschaften, Fußballvereine oder sonstige Auswahlmannschaften teilnehmen.
Der Korea Cup wurde 1971 vom koreanischen Fußballverband unter dem Namen President Park's Cup Asian Football Tournament (1971–1975; einfach als Park's Cup bekannt) gegründet und zwischen der südkoreanischen Nationalmannschaft und asiatischen Teams ausgetragen. Es wurde 1976 in President Park's Cup International Football Turnament (1976–1979) geändert und lud seit diesem Jahr nicht nur asiatische Teams, sondern auch Teams anderer Kontinente ein. Nach der Ermordung des südkoreanischen Präsidenten Park Chung-hee im Jahr 1979 wurde der Name erneut in President's Cup International Football Tournament (1980–1993) umbenannt. Ab 1995 bis zur letzten Austragung 1999 hieß das Turnier Korea Cup.

## Die Spielzeiten im Überblick
| Jahr | Sieger                       | Zweiter Platz           | Dritter Platz                                      | Teams  |
| ---- | ---------------------------- | ----------------------- | -------------------------------------------------- | ------ |
| 1971 | Südkorea, Birma              | –                       | Indonesien                                         | 0000 8 |
| 1972 | Birma                        | Indonesien              | Südkorea                                           | 0000 8 |
| 1973 | Birma, Republik Khmer        | –                       | Südkorea                                           | 0000 6 |
| 1974 | Südkorea                     | PSMS Medan              | Birma                                              | 0000 7 |
| 1975 | Südkorea                     | Birma                   | Homa FC                                            | 0000 8 |
| 1976 | Südkorea, São Paulo U21      | –                       | Südkorea B                                         | 000 10 |
| 1977 | São Paulo U21                | Südkorea                | Malaysia, Thailand                                 | 0000 9 |
| 1978 | Südkorea                     | Washington Diplomats    | Südkorea B                                         | 000 15 |
| 1979 | Vitória FC                   | Südkorea                | Bahrain                                            | 000 10 |
| 1980 | Südkorea                     | Indonesien              | Südkorea B                                         | 0000 6 |
| 1981 | Südkorea, Racing de Córdoba  | –                       | Vitória FC                                         | 000 12 |
| 1982 | Südkorea, Operário FC        | –                       | PSV Eindhoven                                      | 000 10 |
| 1983 | PSV Eindhoven                | Südkorea                | Ghana                                              | 000 11 |
| 1984 | Bangu AC                     | Hallelujah FC           | Südkorea                                           | 0000 8 |
| 1985 | Südkorea                     | Südkorea                | Bangu AC                                           | 000 12 |
| 1987 | Südkorea                     | Australien              | Südkorea B, Ägypten                                | 000 12 |
| 1988 | Tschechoslowakei Ligaauswahl | Sowjetunion Ligaauswahl | Südkorea                                           | 000 16 |
| 1989 | Tschechoslowakei             | Brøndby IF              | Südkorea                                           | 0000 8 |
| 1991 | Südkorea                     | Ägypten                 | Australien, Sowjetunion B                          | 0000 8 |
| 1993 | Ägypten                      | Südkorea                | Tschechoslowakei Ligaauswahl, Rumänien Ligaauswahl | 0000 8 |
| 1995 | Ecuador                      | Sambia                  | Südkorea, Costa Rica                               | 0000 8 |
| 1997 | Südkorea                     | Serbien und Montenegro  | Ägypten                                            | 0000 4 |
| 1999 | Kroatien                     | Mexiko                  | Südkorea                                           | 0000 4 |

## Rangliste der Sieger
| Mannschaft                   | Siege | Jahre                                                                  |
| ---------------------------- | ----- | ---------------------------------------------------------------------- |
| Südkorea                     | 12    | 1971, 1974, 1975, 1976, 1978, 1980, 1981, 1982, 1985, 1987, 1991, 1997 |
| Birma                        | 3     | 1971, 1972, 1973                                                       |
| São Paulo U21                | 2     | 1976, 1977                                                             |
| Ägypten                      | 1     | 1993                                                                   |
| PSV Eindhoven                | 1     | 1983                                                                   |
| Vitória FC                   | 1     | 1979                                                                   |
| Bangu AC                     | 1     | 1984                                                                   |
| Tschechoslowakei Ligaauswahl | 1     | 1988                                                                   |
| Racing de Córdoba            | 1     | 1981                                                                   |
| Republik Khmer               | 1     | 1973                                                                   |
| Tschechoslowakei             | 1     | 1989                                                                   |
| Operário FC                  | 1     | 1982                                                                   |
| Ecuador                      | 1     | 1995                                                                   |
| Kroatien                     | 1     | 1999                                                                   |